# Диоктилсебацинат
Диоктилсебацинат (ДОС) представляет собой прозрачную (с желтизной) жидкость с плохо различимым фруктовым запахом. Диоктилсебцинат получают из себациновой кислоты, которая, в свою очередь, производится из перегретого касторового масла. Диоктилсебацинат является сложным эфиром себациновой кислоты.
Формула: CH3(CH2)7OOC(CH2)8COO(CH2)7CH3 или C26H50O4.